# Caledonelater
Caledonelater is een geslacht van kevers uit de familie  
kniptorren (Elateridae).
Het geslacht is voor het eerst wetenschappelijk beschreven in 1971 door Ôhira.

## Soorten
Het geslacht omvat de volgende soorten:
- Caledonelater candezei (Fauvel, 1868)
- Caledonelater candezi (Fauvel, 1867)
- Caledonelater guillebeaui (Perroud, 1864)